# Tulio Crespi

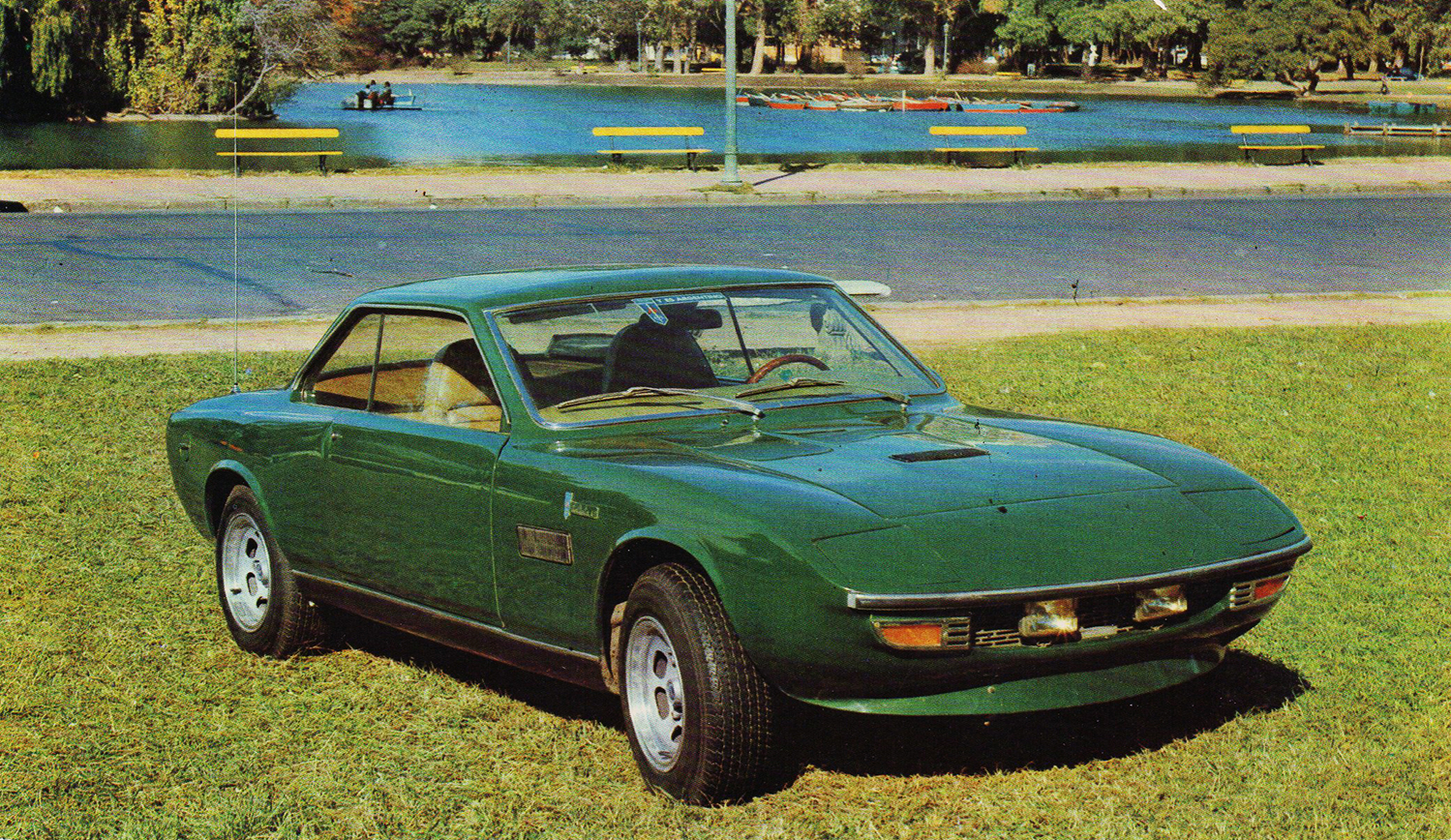
Crespi Tulieta

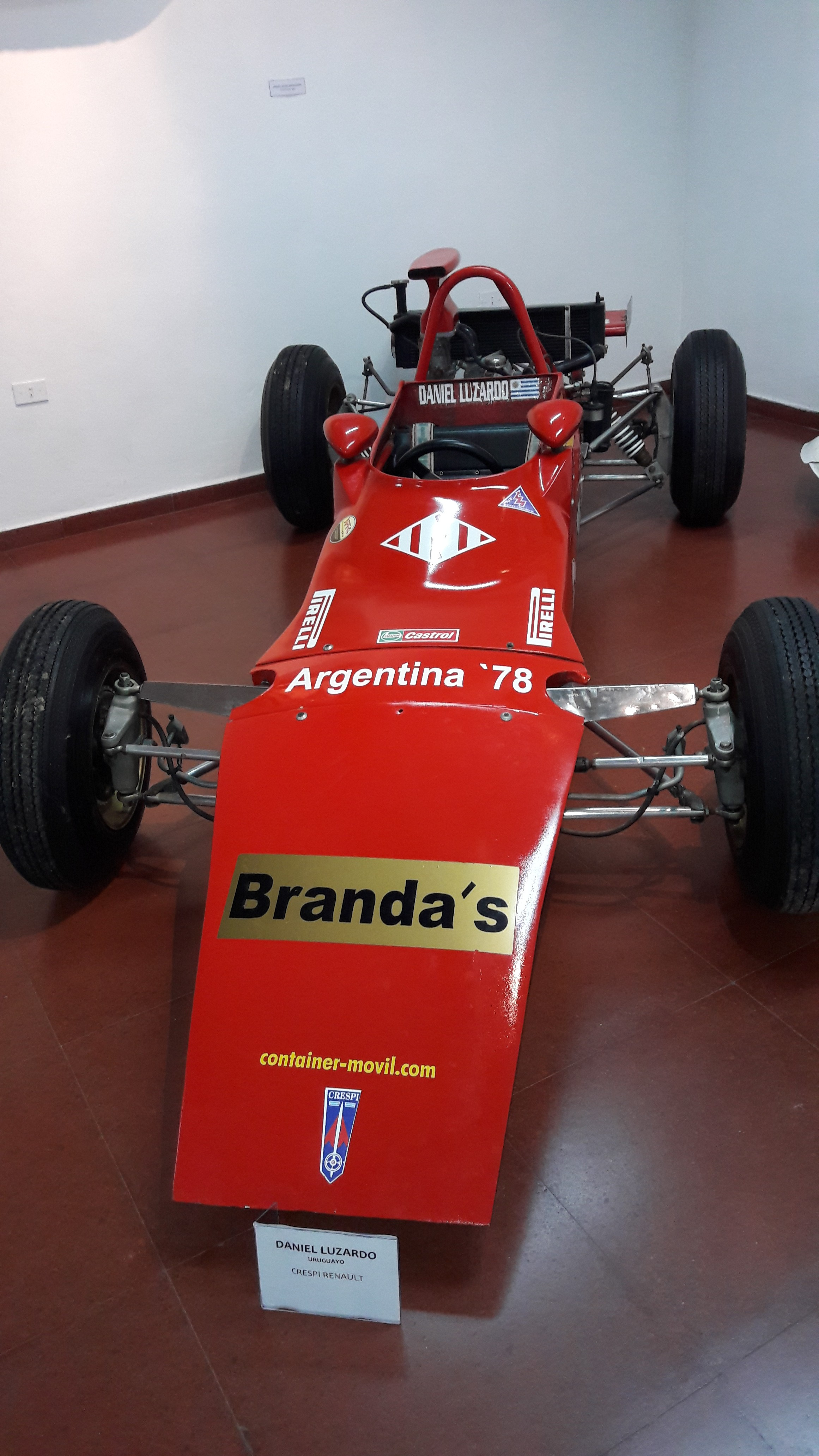
Crespi Renault – Daniel Luzardo. Expo Autos, Museum für Schöne Künste in Luján

Tulio Crespi, Carrocerias de Competicion ist ein argentinisches Unternehmen und ehemaliger Hersteller von Automobilen.

## Unternehmensgeschichte
Orlando Tulio Crespi gründete 1962 das Unternehmen in Balcarce und begann mit der Produktion von Rennwagen. 1969 oder 1970 folgten Personenkraftwagen. Der Markenname lautete Crespi. 1976 oder in den 1980er Jahren endete die Pkw-Produktion.

## Fahrzeuge
Zunächst entstanden ausschließlich Rennwagen, darunter der erste in Argentinien hergestellte Monoposto sowie Fahrzeuge der Formel Junior und Rennsport-Prototypen.
Der Tulia GT war der erste Pkw des Herstellers. Dies war ein Coupé mit Schrägheck. Verschiedene Sechszylindermotoren von Chevrolet, Dodge, Ford und IKA trieben die Fahrzeuge an. Für einen Motor ist eine Leistung von 215 PS aus 3770 cm³ Hubraum überliefert. Das Fahrzeug hatte einen Radstand von 282 cm und eine Breite von 184 cm. Eine Quelle nennt einen Produktionszeitraum von 1970 bis 1971 und eine Stückzahl von sieben bis zehn Fahrzeugen. Eine andere Quelle gibt an, dass das Modell 1969 eingeführt wurde, 1972 noch lieferbar war, und insgesamt 40 Fahrzeuge entstanden.
1971 erschien der Tulietta auf dem Fahrgestell vom Renault 4. Die erste Ausführung war ein Coupé mit breiter B-Säule ohne hintere Seitenfenster. Die zweite Ausführung Tulietta GT hatte schmale B- und C-Säulen und dazwischen ein Seitenfenster. Es gab auch ein Cabriolet namens Tulietta Convertiblé, ein Kombicoupé Tulietta Rural mit Steilheck und einen Pick-up. Der Vierzylindermotor leistete aus 1020 cm³ Hubraum 40 PS. Andere Motoren mit 850 cm³, 1300 cm³ und 1400 cm³ Hubraum waren ebenfalls verfügbar. Eine Quelle gibt an, dass etwa 40 Fahrzeuge entstanden.
Der Taunus TC von 1977 war eine Abwandlung des Ford Taunus als Coupé.
Der Spiaggia von 1985 war ein Strandwagen auf Renault-Basis.
Seit 2015 entstehen Nutzfahrzeuge.